# サッチ・サンダース
サッチ・サンダース（Satch Sanders, 1938年11月8日 - ）はアメリカ合衆国の元バスケットボール選手。ニューヨーク出身。アメリカ男子プロバスケットボールリーグNBAのボストン・セルティックスに13年間に渡って在籍し、好ディフェンダーとして計8回の優勝に貢献した。背番号『16』はセルティックスの永久欠番となっている。

## 経歴
サッチ・サンダースことトーマス・アーネスト・サンダースは、大学はニューヨーク大学でプレイ。1960年のNCAAトーナメントでは同校Final4にまで導いた。この大会では当時のカレッジスター、ジェリー・ウェストとオスカー・ロバートソンが注目を集め、彼らが所属するウェストバージニア大学とシンシナティ大学による決勝が期待されていたが、サンダース率いるニューヨーク大はウェストのウェストバージニア大をリージョン準決勝で破るという波乱を起こしている。サンダースはロバートソン、ウェストらと共にトーナメントのオールチームに選ばれた。1965年に卒業したサンダースは、平均得点、フィールドゴール成功率、リバウンド数など、幾つかの部門で同校の新記録を作った。

### ボストン・セルティックス
1960年のNBAドラフトで全体8位指名を受けてボストン・セルティックスに入団。当時のセルティックスは伝説的な八連覇時代の真っ只中にあり、サンダースはルーキーイヤーから優勝を経験している。
サンダースは2年目にはローテーション入りし、11.2得点9.5リバウンドまで数字を伸ばすと、以降毎年平均10得点8リバウンド前後を記録する選手としてチームに貢献し、1965-66シーズンにはキャリアハイとなる12.6得点を記録した。サンダースは198cm95kgと体格では決して恵まれた方ではなかったが、450試合以上の連続出場を果たしたようにタフな選手であり、毎晩彼よりも大きな選手をマークし、好ディフェンスで苦しめた。セルティックスと毎年のようにNBAファイナルで激戦を繰り広げたロサンゼルス・レイカーズのエルジン・ベイラーも彼のディフェンスに苦しめられ、涙を呑んだ選手の一人である。1968-69シーズンにはオールディフェンシブ2ndチームに選ばれている。
1973年に現役から引退した時、彼の手には8つのチャンピオンリングがあった。彼よりも多くのチャンピオンリングを持っているのは、チームメイトのビル・ラッセルとサム・ジョーンズの2人だけである。
NBA通算成績は13シーズン916試合の出場で、8766得点5798リバウンド、9.6得点6.3リバウンドだった。

### 引退後
1973年から4シーズンの間、コーチとしてハーバード大学バスケットボールチームを指揮し、40勝60敗の成績を残した。サンダースは同校が所属するアイビー・リーグ初のアフリカ系アメリカ人ヘッドコーチだった。1977-78シーズン中、トム・ヘインソーンの後任としてセルティックスのヘッドコーチに就任。翌シーズン序盤まで古巣を指揮したが、23勝39敗と成績は振るわなかった。1988年からはNBAプレイヤープログラムの副社長に就いている。

### 主な業績
- NBAファイナル制覇：1960年－1966年, 1968年, 1969年
- オールディフェンシブ2ndチーム：1969年
- ニューヨーク大学殿堂
- 背番号『16』はボストン・セルティックスの永久欠番